# Padre Burgos (Quezon)
Padre Burgos est une municipalité de la province de Quezon, aux Philippines.